# أوسا تورستنسون
أوسا بريت ماريا تورستنسون (من مواليد 25 مارس 1958) سياسية سويدية وعضو في حزب الوسط. حاصلة على شهادة جامعية في الخدمة الاجتماعية. كانت عضوًا في البرلمان السويدي بين عامي 1998 و 2002 ممثلة عن محافظة فسترا يوتالاند. أعيد انتخابها لعضوية البرلمان في الانتخابات العامة لعام 2006. في 6 أكتوبر 2006، تم اختيارها لتصبح وزيرة للبنية التحتية في حكومة فريدريك راينفيلدت.   بعد الانتخابات العامة لعام 2010، تركت الحكومة وعادت إلى البرلمان.

## روابط خارجية
- Åsa Torstensson في موقع ريكسداغ
- Åsa Torstensson في موقع حزب الوسط (بالسويدية)